# Entomophthora muscae
Entomophthora muscae és una espècie de fong entomoftoromicot de la classe dels entomoftoromicets (Entomophthoromycetes). Ataca a la mosca domèstica, a la què envaeix amb seu miceli, matant-la en alguns dies. Després de la mort de l'insecte, el responsable surt de la presa elaborant un halo micelià extern al voltant del cadàver, al què ha immobilitzat enganxant-lo a un vidre per exemple.